# (141) Люмен
(141) Люмен (фр. Lumen) — довольно крупный астероид главного пояса, который движется по орбите, близкой к орбитам астероидов семейства Эвномии, но, судя по его спектральным характеристикам, сам не входит в это семейство. Температура на поверхности астероида колеблется от 71 K (−202 °C) до 275 K (+2 °C). Астероид обнаружил Поль Генри 13 января 1875 года и назвал в честь книги «Lumen: Récits de l’infini», которую написал французский астроном Камиль Фламмарион.

Орбита астероида Люмен и его положение в Солнечной системе
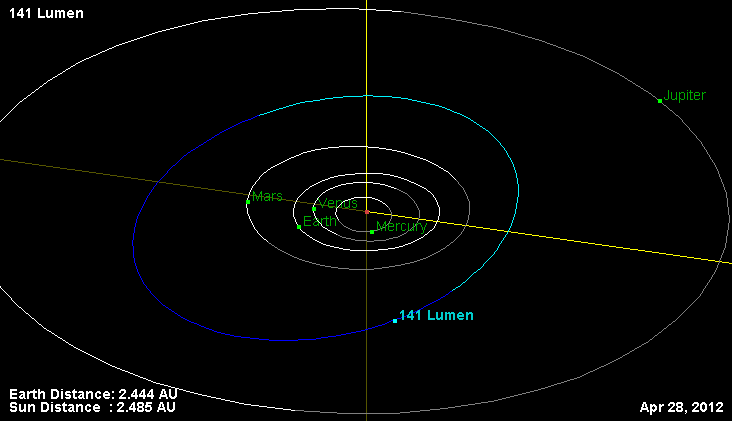
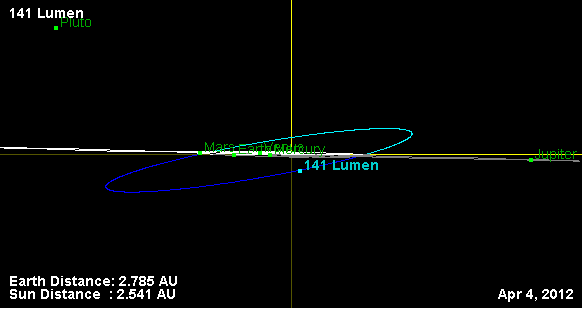

Richard P. Binzel и Шелте Бас провели исследования кривых блеска этого астероида в обсерватории Antelope Hill, которая признана в качестве официальной обсерватории центра малых планет. Результаты исследования были опубликованы в 2003 году.